# William N. Roach
William N. Roach (Washington, 1840. szeptember 25. – New York, 1902. szeptember 7.) az Amerikai Egyesült Államok szenátora (Észak-Dakota, 1893–1899).